# نهاية هاورد (فلم)
نهاية هاورد (بالإنجليزية: Howards End) هو فيلم إثارة تم إنتاجه في إنجلترا وصدر في سنة 1992.
الفيلم مقتبس عن رواية إي. إم. فورستر تحمل نفس الاسم

## بطولة
- أنتوني هوبكنز
- فانيسا رديغريف
- هيلينا بونهام كارتر
- إيما تومسون

### ترشيحات وجوائز
حصد الفيلم 3 جوائز و 6 ترشيحات في الحفل 65 لتوزيع جوائز الأوسكار لعام 1992 و هم كما يلي:
- فوز: جائزة أفضل ممثلة - إيما تومسون.
- فوز: جائزة أفضل كتابة (سيناريو مقتبس) - روث براور جابفالا.
- فوز: جائزة أفضل تصميم إنتاج - لوسيانا أريجي بمشاركة إيان ويتاكر.
- رشح: أفضل فيلم - إسماعيل ميرتشانت.
- رشح: أفضل مخرج - جيمس ايفوري.
- رشح: أفضل ممثلة مساعدة - فانيسا رديغريف.
- رشح: أفضل تصوير سينمائي - توني بيرس روبرتس.
- رشح: أفضل تصميم أزياء - جيني بيفان بمشاركة جون برايت.
- رشح: أفضل موسيقى تصويرية - ريتشارد روبنز.

## الميزانية والإيرادات
بلغت تكلفة إنتاج الفيلم حوالي 8 ملايين دولار بينما حقق أرباحا تقدر بـ 25,966,555 دولار.

## وصلات خارجية
- مقالات تستعمل روابط فنية بلا صلة مع ويكي بيانات